# Ernest Higginbotham
Ernest Higginbotham là một cầu thủ bóng đá thi đấu ở Football League cho Rotherham United.